# Robbie Fowler
Robert ("Robbie") Bernard Fowler (Liverpool, 9 april 1975) is een voormalig Engels voetballer en huidig voetbaltrainer.

## Clubcarrière
Hij begon zijn profcarrière bij Liverpool, waar hij de eerste twee seizoenen geen enkele competitiewedstrijd speelde. Fowler maakte zijn debuut in het eerste elftal in 1993. Drie seizoenen achter elkaar scoorde hij meer dan dertig doelpunten. Hoogtepunt was het jaar 2001, toen Liverpool de FA Cup, League Cup, UEFA Cup en UEFA Super Cup won. Fowler werd aanvoerder van 'The Reds', maar onder de Franse trainer Gérard Houllier was de spits geen eerste keus meer.
Fowler, zijn vriend Steve McManaman en een paar andere spelers van Liverpool werden samen wel 'The Spice Boys' genoemd, omdat ze de naam hadden zich als playboys te gedragen en meer hadden kunnen bereiken als ze serieuzer met hun sport waren omgegaan. Fowler kwam een aantal keren in opspraak, vooral in 1999, toen hij een doelpunt tegen Everton vierde door de doellijn 'op te snuiven', alsof het cocaïne was. Dit kwam hem op een boete en een schorsing te staan.
Na elf seizoenen bij Liverpool vertrok Fowler naar Leeds United. In het eerste seizoen speelde hij tweeëntwintig wedstrijden, het tweede seizoen speelde hij acht wedstrijden en maakte hij drie doelpunten.
Na twee en een half seizoen bij Manchester City te hebben gespeeld ging hij terug naar Liverpool. Bij zijn rentree in februari 2006 werd hij onthaald met een ovatie vanaf de tribune. Na een seizoen hield hij het weer voor gezien in Liverpool en stapte hij over naar de Championship-club Cardiff City. Door blessures kwam Fowler daar zelden aan spelen toe en in de zomer van 2008 begon hij mee te trainen bij Blackburn Rovers. In september contracteerde de club hem op prestatiebasis. Na drie maanden en evenveel wedstrijden voor de club te hebben gespeeld vertrok hij er.
In de zomer van 2009 vertrok hij naar Australië waar hij tekende voor North Queensland Fury. Bij deze club kreeg hij wel een basisplaats. Hij scoorde negen keer voor de club in zesentwintig wedstrijden. Vanaf juni 2010 kwam Fowler uit voor Perth Glory. Daar vertrok hij na een jaar om in juli 2011 bij Muang Thong United in Thailand te tekenen. Bij deze club werd hij naast speler ook hoofdtrainer, na het ontslag van hoofdtrainer Henrique Calisto. Hij beëindigde in 2012 zijn voetbalcarrière.
Fowler is een van de rijkste sporters van Groot-Brittannië. Naast zijn inkomsten uit het voetbal heeft hij fortuin gemaakt in de paardensport en het onroerend goed.

## Interlandcarrière
Fowler kwam in totaal zesentwintig keer (zeven doelpunten) uit voor de nationale ploeg van Engeland in de periode 1996–2002. Onder leiding van bondscoach Terry Venables maakte hij zijn debuut op 27 maart 1996 in de vriendschappelijke thuiswedstrijd tegen Bulgarije (1–0). Hij viel in dat duel na zesenzeventig minuten in voor Les Ferdinand.
| Interlanddoelpunten | Interlanddoelpunten | Interlanddoelpunten | Interlanddoelpunten | Interlanddoelpunten | Interlanddoelpunten | Interlanddoelpunten | Interlanddoelpunten |
| #                   | Datum               | Locatie             | Wedstrijd           | Goal(s)             | Score               | Uitslag             | Wedstrijd           |
| ------------------- | ------------------- | ------------------- | ------------------- | ------------------- | ------------------- | ------------------- | ------------------- |
| 1                   | 29/03/1997          | Londen              | Engeland – Mexico   | 55'                 | 2 – 0               | 2 – 0               | Oefenduel           |
| 2                   | 15/11/1997          | Londen              | Engeland – Kameroen | 44'                 | 1 – 0               | 2 – 0               | Oefenduel           |
| 3                   | 31/05/2000          | Londen              | Engeland – Oekraïne | 44'                 | 1 – 0               | 2 – 0               | Oefenduel           |
| 4                   | 24/05/2001          | Derby               | Engeland – Mexico   | 14'                 | 2 – 0               | 4 – 0               | Oefenduel           |
| 5                   | 05/09/2001          | Newcastle           | Engeland – Albanië  | 88'                 | 2 – 0               | 2 – 0               | WK-kwalificatie     |
| 6                   | 27/03/2002          | Leeds               | Engeland – Italië   | 63'                 | 1 – 0               | 1 – 2               | Oefenduel           |
| 7                   | 24/05/2001          | Kobe                | Kameroen – Engeland | 90'                 | 2 – 2               | 2 – 2               | Oefenduel           |

## Trainerscarrière
Na zijn vertrek bij Muangthong United werd Fowler een jaar jeugdtrainer bij zijn voormalige club Liverpool. In april 2019 werd Fowler aangesteld als trainer van de Australische eersteklasser Brisbane Roar, waar hij in juni 2020 vertrok vanwege de coronapandemie.

## Erelijst
| Competitie          |           |                  |           |           |
| Competitie          | Aantal    | Jaren            |           |           |
| Liverpool           | Liverpool | Liverpool        | Liverpool | Liverpool |
| ------------------- | --------- | ---------------- | --------- | --------- |
| Internationaal      |           |                  |           |           |
| UEFA Cup            | 1x        | 2000/01          |           |           |
| UEFA Super Cup      | 1x        | 2001             |           |           |
| Nationaal           |           |                  |           |           |
| FA Cup              | 1x        | 2000/01          |           |           |
| Football League Cup | 2x        | 1994/95, 2000/01 |           |           |

| Competitie                              | Winnaar           | Winnaar           | Runner-up         | Runner-up         | Derde             | Derde             |
| Competitie                              | Aantal            | Jaren             | Aantal            | Jaren             | Aantal            | Jaren             |
| Engeland onder 18                       | Engeland onder 18 | Engeland onder 18 | Engeland onder 18 | Engeland onder 18 | Engeland onder 18 | Engeland onder 18 |
| --------------------------------------- | ----------------- | ----------------- | ----------------- | ----------------- | ----------------- | ----------------- |
| Europees kampioenschap voetbal onder 18 | 1x                | 1993              |                   |                   |                   |                   |